# Baía de Galway

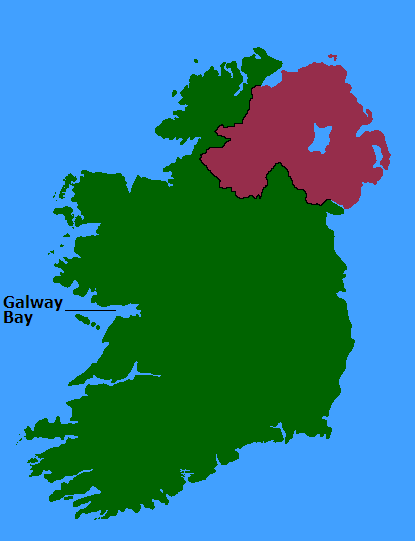
Mapa da localização da Baía de Galway

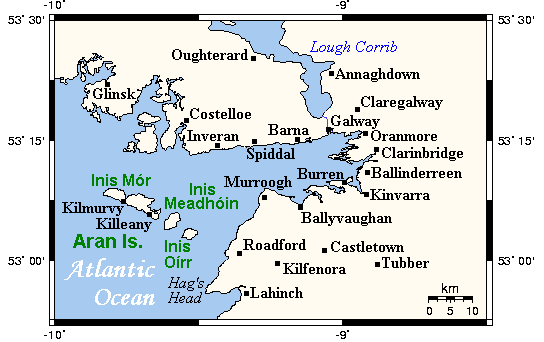
Mapa dos arredores da baía

A Baía de Galway (gaélico: Loch Lurgain ou Cuan na Gaillimhe) é uma grande baía/estuário situada na costa oeste da Irlanda, entre o Condado de Galway na província de Connacht até ao distrito de Burren no Condado de Clare na província de Munster.